# 神田晴彦
神田 晴彦（かんだ はるひこ）は、株式会社野村総合研究所ビジネスインテリジェンス事業部上級研究員・コンサルタント。データマイニング、テキストマイニング、マーケティングリサーチ、マーケティング・サイエンス、消費者行動、情報検索が専門。

## 来歴
早稲田大学社会科学部卒。筑波大学大学院ビジネス科学研究科修士課程修了(MBA)。
- 日本マーケティング・サイエンス学会　正会員。
- 日本消費者行動研究学会　学術会員。
- 企業情報協会VOC活用研究会　企画委員。
- 全日本討論協会（NAFA）顧問理事。

## 共著書
- 『オタク市場の研究』
- 『顧客の声マネジメント－テキストマイニングで本音を「見る」－』
- 『”顧客の声”分析・活用術―テキストマイニングが拓く-コールセンター高付加価値化への新たな提案』
- 『異文化適応のマーケティング』
- 『ビッグデータ革命 無数のつぶやきと位置情報から生まれる日本型イノベーションの新潮流』